# Церковь Святых Петра и Павла (Сестрорецк)
Храм Святы́х Первоверхо́вных Апо́столов Петра́ и Па́вла — приходской православный храм в городе Сестрорецке (Санкт-Петербург). Центральный храм Курортного благочиния Санкт-Петербургской епархии Русской православной церкви.
Настоятель — протоиерей Михаил Петропавловский.

## Первые сестрорецкие церкви
Первая деревянная Петропавловская церковь в Сестрорецке была построена в 1722—1725 годах и сгорела в 1730 году.
Новая каменная Петропавловская церковь была построена в 1781 году, из материалов, оставшихся от разрушившегося дворца императора Петра I в дубовой роще. Она сгорела в 1868 году. Службы были перенесены во временный барак.
24 июля 1871 года в центре города (ныне — площадь Свободы) была заложена новая каменная Петропавловская церковь, построенная по проекту архитектора Григория Карпова. Средства на строительства храма были выделены частично императором Александром II и Синодом; остальная часть — собранные пожертвования.
Её торжественное освящение совершил 21 июня 1874 года митрополит Новгородский, Санкт-Петербургский и Финляндский Исидор (Никольский).
К храму были приписаны:
- Деревянная церковь святителя Николая Чудотворца на городском кладбище, построенная на средства жителей Сестрорецка в 1871 году. Не действовала с 1937 года, а в 1939 году здание было передано клубу. Не сохранилась.
- Деревянная церковь Христа Спасителя у станции Дюны, Общества распространения религиозно-нравственного просвещения в духе Православной Церкви. Храм был сооружён по проекту архитекторов Василия Косякова и Антония Носалевича в 1899 году на пожертвования в память события 17 октября 1888 года. Не сохранился.
- Деревянная церковь Преображения Господня у платформы Ермоловская, построенная в 1904 году по проекту архитекторов Петра Шестова, Сергея Баранкеева. Не действовала с 1919 года, а в 1925 году была окончательно закрыта и снесена.

В 1924 году Петропавловская церковь получила статус собора.
В 1931 году собор был закрыт и в 1932—1933 годах разобран. На его месте построили здание школы № 6(№ 433), рядом с которой в 1963 году поставили
памятник Ленину.

## Современный храм
Освящение места для восстановления храма состоялось 12 июля 2002 года, а его торжественная закладка была совершена 14 июня 2004 года. Проектирование и строительство затянулось на долгие 11 лет. Медленными темпами шла закладка фундамента, воздвигались стены, в 2006—2007 годах строительные работы не велись вовсе, и лишь в 2009 году благословением Божиим и молитвами прихожан строительство было завершено. Функции Технического заказчика в разные периоды исполняли ФГУ «Северо-Западная дирекция по строительству, реконструкции и реставрации» с 03 марта 2008 года и ООО «Океан Трейдинг Компани», функции генерального подрядчика исполняла ООО «Алекс-Строй» с 07 апреля 2008 года, но работы выполнила некачественно. В выполнении экспертизы строительных работ принимали участие ООО «Лабриум-Консалтинг», СПб торгово-промышленная палата. Заканчивала работы компания «Стройимпульс».
Благоустройство территории прилегающей к храму проводилось по заказам Комитета по благоустройству и дорожному хозяйству СПб. Сумма двух государственных договоров составила ₽47358331.71 и ₽28432822.24, с датой окончания работ 10 декабря 2009 года. Дополнительно к этому был заключён договор от 07 апреля 2008 года между Приходом и ООО «АЛЕКС-СТРОй» на ₽5093929.
За долгое время сооружения храма многие люди в разном качестве смогли поучаствовать в строительстве, внести свою лепту в его создание. Это позволяет назвать храм поистине народным.
Первое Богослужение в храме состоялось 12 июля 2009 года, а его торжественное освящение совершил 11 октября 2009 года патриарх Московский и Всея Руси Кирилл (Гундяев) в присутствии министра обороны Российской Федерации и главнокомандующего военно-морским флотом.
Новый храм возведён в память о российских моряках-подводниках. Место для этого было выбрано не случайно. По легенде, именно здесь, на озере Разлив, в 1721—1725 годах проходили испытания «потаённого судна» — прообраза подводной лодки. В 1721 году русский умелец-гений, крестьянин Ефим Никонов, продемонстрировал императору Петру I «потаённое судно», способное «ходить под водой и подбивать военный корабль по самое дно». Петру понравилась данная идея, однако со смертью императора работа над «потаённым судном» прекратилась. Ещё ранее, в 1719 году, Ефим Никонов разработал снаряжение для длительного пребывания под водой — прототип современного водолазного снаряжения, большой вклад в дело развития и совершенствования которого впоследствии внесли русские специалисты: Гаузен, Колбасьев, Тверетинов, Есипов и другие.

## Архитектура, убранство
Каменный храм построен в современном стиле с лёгкой стилизацией под древнерусскую церковную архитектуру.
Среди святынь, находящихся в храме:
- Ковчег с частицами мощей святых апостолов Петра и Павла — дар Патриарха ко дню освящения храма.
- Список иконы Порт-Артурской Божией Матери и образ праведного Феодора Ушакова — также дар Патриарха.
- Образ святых апостолов Петра и Павла работы второй половины XVIII века, поднесённый Светланой Медведевой.
- Икона святого Николая Чудотворца, подаренная Валентиной Матвиенко.

2013 год, 12 июля — в день святых апостолов Петра и Павла над входом в церковь установлены мозаичные из смальты ручной работы образы небесных покровителей в стиле архитектуры христианских храмов с VI века. На золотом фоне в полный рост изображены святые Пётр и Павел. В руках они держат храм, вознося его под покровительство Спасителя. Мозаика изготовлена в мастерской «Ковчег» под руководством художника-мозаичиста М.Богданова. Эскиз утверждён Попечительским советом храма. Работа выполнена благодаря ООО «ЛУКОЙЛ-Северо-Западнефтепродукт», ООО «ИНТЕР РАО», ООО «Балтнефтепровод».
- Церковь святых первоверховных апостолов Петра и Павла, 2009 год

- Церковь святых первоверховных апостолов Петра и Павла, 2019 год

## Приписные церкви и часовни
К нынешней Петропавловской церкви приписаны несколько находящихся в Сестрорецке храмов и часовен.
- Храм святой блаженной Ксении Петербургской при больнице № 40, освящённый 6 февраля 2015го года (ул. Борисова, 9).
- Часовня святых апостолов Петра и Павла и Николая Чудотворца в Дубках, освящённая осенью 1858 года и впоследствии разрушенная, восстановленная по старым фотографиям 6 сентября 2014 на 300летие города Сестрорецка (Дубковское ш., 77).
- Часовня святителя Николая Чудотворца, входящая в мемориальный комплекс вместе со стеной памяти погибших моряков-подводников и с моделью потаённого судна Ефима Никонова (Петровская наб., 1).

## Духовенство
| Настоятели храма за всю историю прихода | Настоятели храма за всю историю прихода     |
| Даты                                    | Настоятель                                  |
| --------------------------------------- | ------------------------------------------- |
| (?) — (?)                               | священник Мефодий Степанов                  |
| 1735 — 1741                             | священник Иоанн Феоктистов                  |
| 1741 — 1745                             | священник Илия Афанасьев                    |
| 1745 — 1753                             | священник Григорий Григорьев                |
| 1753 — 1758                             | священник Иоанн Иванов                      |
| 1758 — 1760                             | священник Александр Михайлов                |
| 1760 — 1762                             | священник Терентий Савинов                  |
| 1762 — 1768                             | священник Василий Иванов                    |
| 1768 — 1769                             | священник Николай Фёдоров                   |
| 1769 — 1773                             | священник Василий Михайлов                  |
| 1773 — 1804                             | священник Александр Иванов                  |
| 1804 — 1838                             | священник Феодор Иванович Мокиевский        |
| 1838 — 1858                             | священник Иоанн Васильевич Черновский       |
| 1858 — 1863                             | …                                           |
| 1863 — 1876                             | священник Иаков Яковлевич Азиатский         |
| 1876(?) — 1886                          | священник Михаил Алексеевич Быстреевский    |
| 1886 — 1905                             | священник Николай Фёдорович Розанов         |
| 1905 — 1905                             | священник Александр Алексеев                |
| 1905 — 1917(?)                          | протоиерей Феодор Степанович Комаров        |
| 1917 — 1931                             | …                                           |
| 1931 — 2000                             | период закрытия                             |
| 1998 — 2004                             | протоиерей Сергий Степанович Коломиец       |
| 2004 — настоящее время                  | протоиерей Михаил Фёдорович Петропавловский |

## Мемориальный комплекс
Одновременно с закладкой храма было начато строение мемориального комплекса, посвящённого памяти погибших моряков-подводников. В мемориальный комплекс вошли часовня Николая Чудотворца, построенная в 2001 году, гораздо раньше самого храма; модель потаённого судна Ефима Никонова; и большая стена памяти со списком всех затонувших подводных лодок Российского флота.
Во время работы над стеной памяти в Министерстве обороны были запрошены списки погибших подводников, но со временем оказалось, что списки содержат серьёзные неточности. Часть ошибок была выявлена родственниками погибших, но по большей части их устранением занимался Клуб моряков-подводников под руководством И. К. Курдина. Как итог, в 2018 году при поддержке Фонда президентских грантов из примерно 169 мемориальных табличек, составлявших стену памяти, было заменено 117. Несмотря на размер стены памяти, она может уместить только имена капитанов, номер ПЛ и число погибших членов экипажа. Поимённые же списки погибших хранятся в храме Петра и Павла. Круглогодично каждый экипаж поминается послушниками во время проскомидии, а также в годовщину своей гибели особо поминается служащим священником на заупокойной ектении с присовокуплением прошения «еще молимся об упокоении моряков-подводников, в пучине морской погибших…».
Напротив стены памяти расположена маленькая деревянная часовня святителя Николая Чудотворца. Она была заложена в 2000 году по инициативе Клуба моряков-подводников, ещё до того, как появилась идея восстановить храм Петра и Павла. На стенах часовни продублирован список затонувших подводных лодок. В фундамент часовни при строительстве были заложены капсулы с землёй, привезённой со всех мест базирования и строительства подводных лодок в России: из Оленьей Губы, Лиинахамари, Гремихи, Видяева, Сормова, Комсомольска-на-Амуре, Санкт-Петербурга, Северодвинска, Магадана, Рыбачьего (Камчатка), Гаджиева, Кронштадта, Севастополя и Сан-Диего (места захоронения части экипажа лодки К-129, погибшей в 1968 году в Тихом океане). Позже, в 2016 году, на День моряка-подводника К. Б. Стрельбицкий и В. А. Михайлов передали храму Петра и Павла камни с мест гибели ПЛ «Сом» и М-95. 10 ноября 2018 года участники экспедиций «Поклон кораблям великой победы» во главе с Константином Богдановым передали храму капсулы с грунтом с мест гибели ПЛ Щ-405 и С-12.
- Фотогалерея